# Villacadima (Teruel)
Villacadima es un despoblado medieval aragonés situado al nordeste del término municipal de Monreal del Campo (comarca de Jiloca, provincia de Teruel).

## Toponimia
El topónimo Villacadima es un topónimo de reconquista formado a partir de «villa» o «villar» y la raíz qdima que en árabe significa «antigua».
Existe una teoría toponímica que identifica esta localidad desaparecida con la ciudad romana de Carae y con las ciudades andalusíes de Garad's o Galwada.

## Historia
Villacadima perteneció al obispado de Zaragoza. El 27 de septiembre de 1175 el obispo Pedro de Torroja regaló a la mensa capitular la aldea de Villacadima con todo lo que  había en sus términos:

Ego Petrus, Dei gracia, Cesaraugustanus Episcopus, dono Deo et ecclesie de Sancti Salvatoris et communi mense canonicorum, unam aldeam que est in termino de Darocha inter Mont Real et Torrillo que dicitur Villa Catima.

En marzo de 1176 el obispo y el preboste de ese mes cedieron Villa Cadima a Sancho de Alquézar para que la poblara y la hiciera productiva, entregando la mitad de las rentas a la iglesia de San Salvador.
- Datos: Q13050430